# Fürther Miniaturwelten
Die Fürther Miniaturwelten sind eine Modellbahn-Dauerausstellung in Fürth im Odenwald. Eigenen Angaben zufolge ist sie eine der größten Miniaturwelten Deutschlands. Die Ausstellung verfügt über 2300 m² Hallenfläche, 1200 m² Anlagenfläche, 16 Kilometer Gleise sowie über 500 Züge.

## Geschichte
Im Januar 2008 wurden die Anlagen des Harzer Modellbahnzentrums erworben. Im April und Mai desselben Jahres wurde ein Teil dieser Anlagen nach Fürth transportiert, während der Rest verkauft wurde. Danach erfolgten umfangreiche Ausbauarbeiten an den Anlagen. Schließlich wurde die Ausstellung im Mai 2009 eröffnet. Im Sommer 2011 erfolgte der Beschluss, die Anlage durch Erwerb, Abriss und Neuerrichtung einer Tennishalle zu vergrößern. Der Bezug dieser Halle erfolgte Dezember 2012, bis zum endgültigen Bezug des neuen Standortes war die Ausstellung unter dem Namen Modellbahnschau Odenwald zu besichtigen. Die offizielle Eröffnung der Modellbahnwelt Odenwald erfolgte im Frühjahr 2013.
Seit 10. Oktober 2017 wurde an einer neuen Fläche gearbeitet, welche einen großen Schattenbahnhof beinhaltet. Der Grundstock dieser neuen Fläche sind Ausstellungsteile der ehemaligen Anlage "LOXX am Alex – Miniaturwelten Berlin". In diese neue Fläche sind die Anlagen „Bad Wurzbach“ und „Mosel Bullay“ integriert. Damit wurde begonnen, keine einzeln stehenden Anlagen mehr zu präsentieren, sondern Rundgänge und Themenflächen. Im Sommer 2019 wurde eine Nachbildung des Dresdner Bahnhofs vom Verein ProSport24 in Berlin übernommen, der in die neue Fläche integriert wird.
2020 wurde die Modellbahnwelt Odenwald in Fürther Miniaturwelten umbenannt.

## Anlagenbereiche
Von Anfang an wurde die Anlage „Von der Küste bis zu den Alpen“ gezeigt, welche die verschiedenen Regionen Deutschlands zeigt. Danach kamen die Anlagen „Dürnstein“ und „Sherman-Hill“ hinzu. Diese zeigen Österreich und die USA. Die Anlage „BVZ – Brig–Visp–Zermatt“ folgte im Juni 2011.
Von der Modellbahnwelt Oberhausen wurde die Anlage „Ruhrgebiet“ übernommen. Es gibt weiter die Anlagen „Eselsbrück’sche Eisenbahn“, „Auf der fränk’schen Eisenbahn“ und „Weltgröße Miniaturkirmes in der Spur HO“.
Die Anlage Ruhrgebiet zeigt auf etwa 420 Quadratmetern den Weg vom „Erz zum Stahl“ in den 1960er-Jahren im Maßstab 1:87. Beginnend mit der Erzanlieferung im Duisburger Hafen, endend mit dem Abtransport der Stahlerzeugnisse in Dortmund. In den zwischen den Häfen liegenden Anlagenteilen besichtigt der Besucher auf über 150 Metern Anlagenlänge zeitgenössische Szenen des Alltags, Modelle über die Stahlerzeugung und den Oberhausener Hauptbahnhof sowie die Zeche Zollverein.

## Themenwelten
| Themenbereich             | Darstellung |
| ------------------------- | --- |
| Deutschland I             | „Von der Nordsee zu den Alpen“                                                                                   |
| Deutschland II            | „Ruhrgebiet“ |
| Deutschland III           | „Deutsche Mittelgebirge“                                                                                         |
| Deutschland IV            | „Regionen Deutschlands“ (startet 2020)                                                                           |
| Österreich                | „Dürnstein“ |
| Schweiz                   | Brig und verschiedene Themen                                                                                     |
| Burgen- und Schlösserwelt | unter anderem: Burg Eltz, Hohenzollernburg, Marksburg, Schloss Lichtenstein, Schloss Herten, Kloster Babenhausen |
| Kirmes und Zoo            | u. a. weltgrößte Kirmes in HO                                                                                    |

## Besonderes
Die Ausstellung wird durch eine Tag- und Nachtsimulation begleitet. Im späteren Ausbau soll sie um eine Wettersimulation erweitert werden.
Seit 2020 gibt es flächendeckendes WLAN im Ausstellungsbereich, Restaurant und Biergarten. Damit können Führungen mit Audioguides  mit eigenem Smartphone oder Tablet durchgeführt werden.
In der Ausstellung ist ein gastronomischer Bereich vorhanden. Zudem gibt es einen Modellbahnshop.